# Onthophagus monardiellus
Onthophagus monardiellus är en skalbaggsart som beskrevs av Frey 1963. Onthophagus monardiellus ingår i släktet Onthophagus och familjen bladhorningar. Inga underarter finns listade i Catalogue of Life.